# 高森町立高森東小学校
高森町立高森東小学校（たかもりちょうりつたかもりひがししょうがっこう）は、熊本県阿蘇郡高森町大字野尻にあった公立の小学校。
2017年（平成29年）3月末をもって閉校し、高森町立高森東中学校と統合の上、「高森町立高森東学園義務教育学校」（義務教育学校）となった。

## 概要
歴史
1995年（平成7年）に、高森町内の小学校3校（野尻・河原・草部北部）を統合の上、開校。2005年（平成17年）には草部南部小学校を統合。2017年（平成29年）に義務教育学校設置のため、22年の歴史に幕を下ろした。

## 沿革
旧・野尻小学校（のじり）

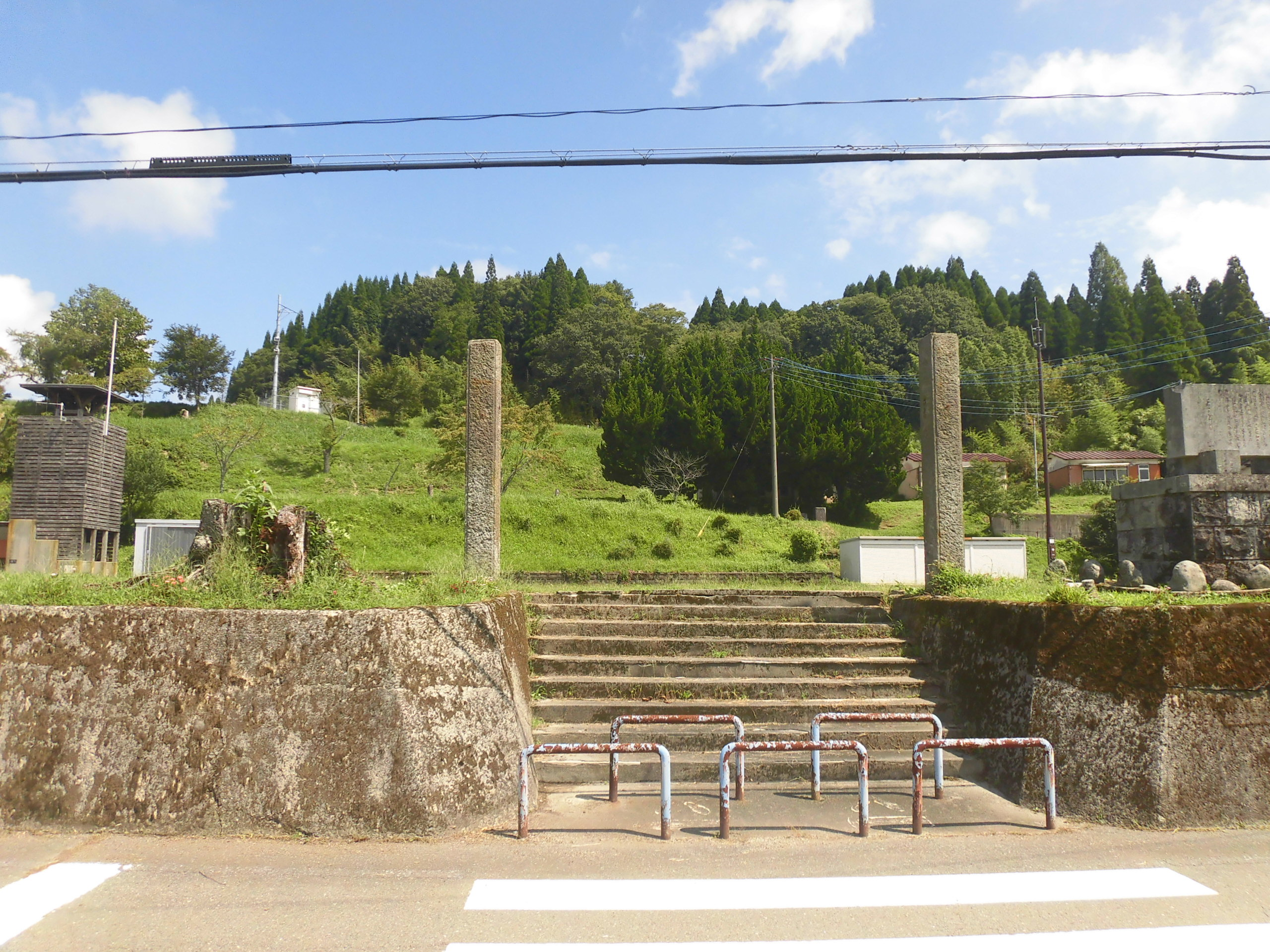
旧・野尻小 校地

- 1873年（明治6年) - 民家を教場として、小学校教育を開始。
- 1876年（明治9年）- 神風連の乱が起こる。
- 1877年（明治10年）2月から9月 - 西南の役が起こる。当校の所在した津留にも、鎮台兵（広島・名古屋）が一時駐屯したが、薩摩軍が通過することがなく、両軍の衝突は起きなかった。終結後、学校を再開。
- 1879年（明治12年）- 「公立津留小学校」と改称。
- 1880年（明治13年）- 学年（年度）を「1月始まり、12月終わり」とする。
- 1881年（明治14年）- 学年（年度）を「9月始まり、7月終わり（8月休業）」とする。
- 1882年（明治15年）3月 - 津留40番地に移転。
- 1885年（明治18年）- 児童数の増加に伴い、校舎を増築。
- 1886年（明治19年）[1]4月 - 小学校令施行に伴い、尋常科（4年制）を設置の上、「尋常津留小学校」に改称。補習科を併設。
- 1889年（明治22年）4月1日 - 町村制の施行により、阿蘇郡4村（津留・野尻・尾下・河原）が統合の上、「野尻村」が発足。
- 1890年（明治23年）- 永野分校（簡易科）を設置。
- 1892年（明治25年）-「津留尋常小学校」に改称。
- 1893年（明治26年）11月 - 校舎を増築（1891年（明治24年）の暴風雨で倒壊した校舎一部が復旧）。
- 1903年（明治36年）5月29日 - 夜に上町から出火し、類焼で校舎が全焼。当面の間、村内数ヶ所での分散授業を余儀なくされる。
- 1905年（明治38年）- 高等科（4年制）を併置の上、「津留尋常高等小学校」（尋常科4年・高等科2年）に改称。
- 1908年（明治41年）4月 - 木造2階建ての新校舎が完成。改正小学校令により、尋常科（義務教育年限）が4年制から6年制に改められる。これにより従来の尋常科4年・高等科4年を「尋常科6年・高等科2年」に改める。
- 1910年（明治43年）- 校歌を制定。作詞・作曲は当時勤務の訓導、赤星喜重。
- 1923年（大正12年）4月1日 - 「野尻尋常高等小学校」に改称。尋常小学校2校（尾下・河原）を統合の上、それぞれ「尾下分教場」・「河原分教場」とする。
- 1926年（大正15年）
  - 7月 - 青年訓練所が併置される。
  - 9月 - 永野分校を高群の地に移転・新築し復活。河原分校に高等科を設置。
- 1927年（昭和2年） - 青年訓練所と農業補習学校が統合され、「青年訓練所充当野尻公民学校」となる。
- 1935年（昭和10年）9月 - 青年学校令施行により、併置の青年訓練所充当野尻公民学校が「野尻青年学校」となる。
- 1927年（昭和13年）9月1日 - 河原分教場が分離の上、野尻北部尋常高等小学校として独立。
- 1941年（昭和16年）4月1日 - 国民学校令施行により、「野尻村野尻国民学校」に改称。尋常科を初等科に改める。
- 1946年（昭和21年）7月31日 - 尾下分教場が分離の上、野尻村尾下国民学校として独立。
- 1947年（昭和22年）- 学制改革が行われる（六・三制の実施）
  - 4月1日 - 国民学校初等科は、新制小学校「野尻村立野尻小学校」に改組・改称。
  - 4月22日 - 国民学校高等科は青年学校普通科とともに、新制中学校「野尻村立野尻中学校」に改組・改称。
- 1953年（昭和28年）11月 - 新校舎が完成。
- 1955年（昭和32年）8月1日 - 野尻村が高森町に編入され、「高森町立野尻小学校」（最終名）と改称。
- 1965年（昭和40年）7月 - へき地集会所が完成。
- 1966年（昭和41年）6月 - 完全給食を開始。
- 1968年（昭和43年）3月31日 - 永野分校を廃止。
- 1972年（昭和47年）10月 - プールが完成。
- 1974年（昭和49年）3月21日 - 創立100周年記念式典を挙行。
- 1987年（昭和62年）3月31日 - 野尻中学校が高森町立高森東中学校への統合のため閉校。
- 1992年（平成4年）4月1日 - 高森町立尾下小学校を統合。
- 1995年（平成7年）3月31日 - 統合のため閉校。122年の歴史に幕を閉じる。
  - 最終所在地（野尻小学校） - 熊本県阿蘇郡高森町津留40番地（北緯32度49分49.5秒 東経131度15分43.8秒 / 北緯32.830417度 東経131.262167度）

旧・尾下小学校（おくだり）

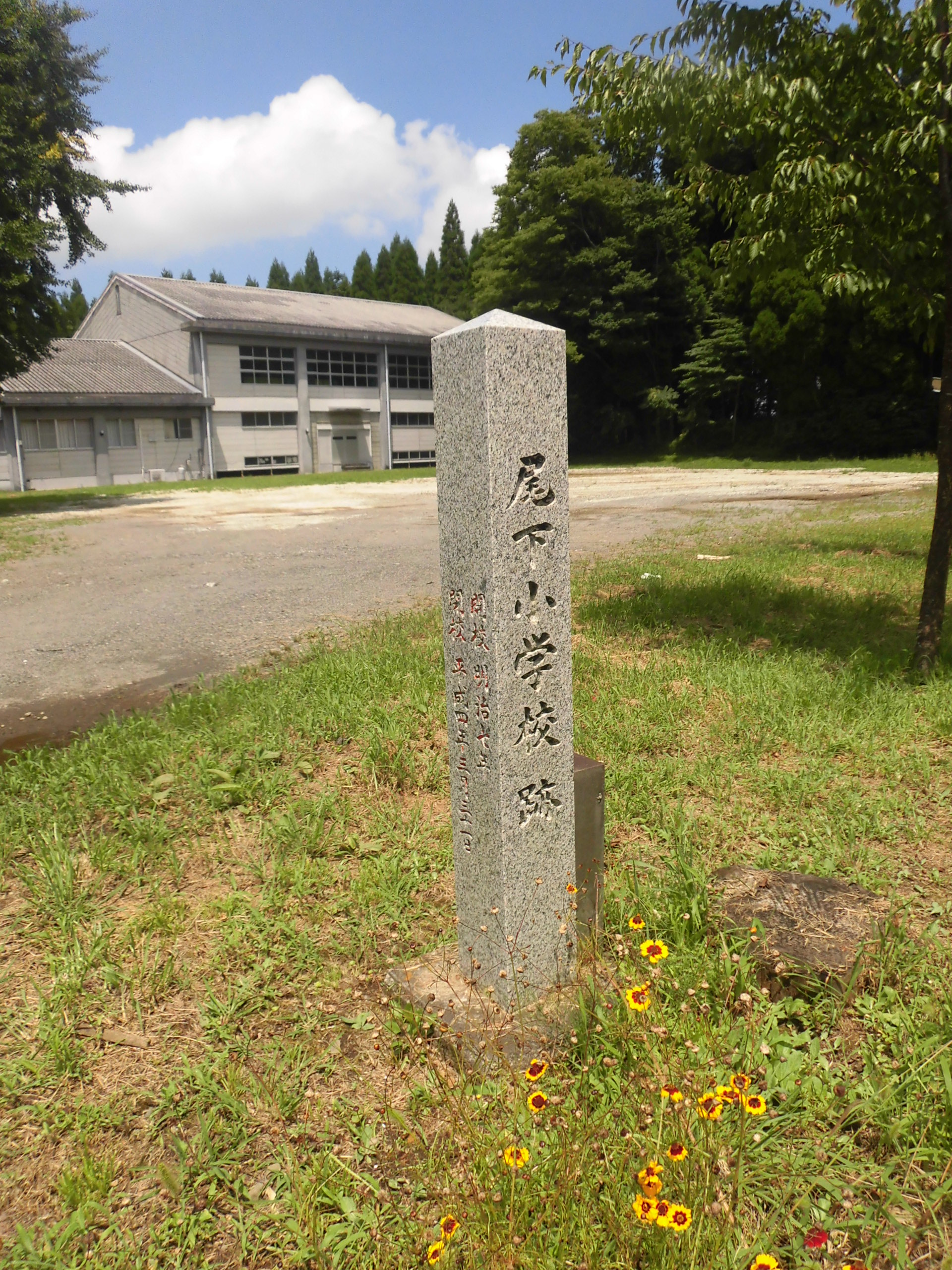
尾下小学校跡の碑

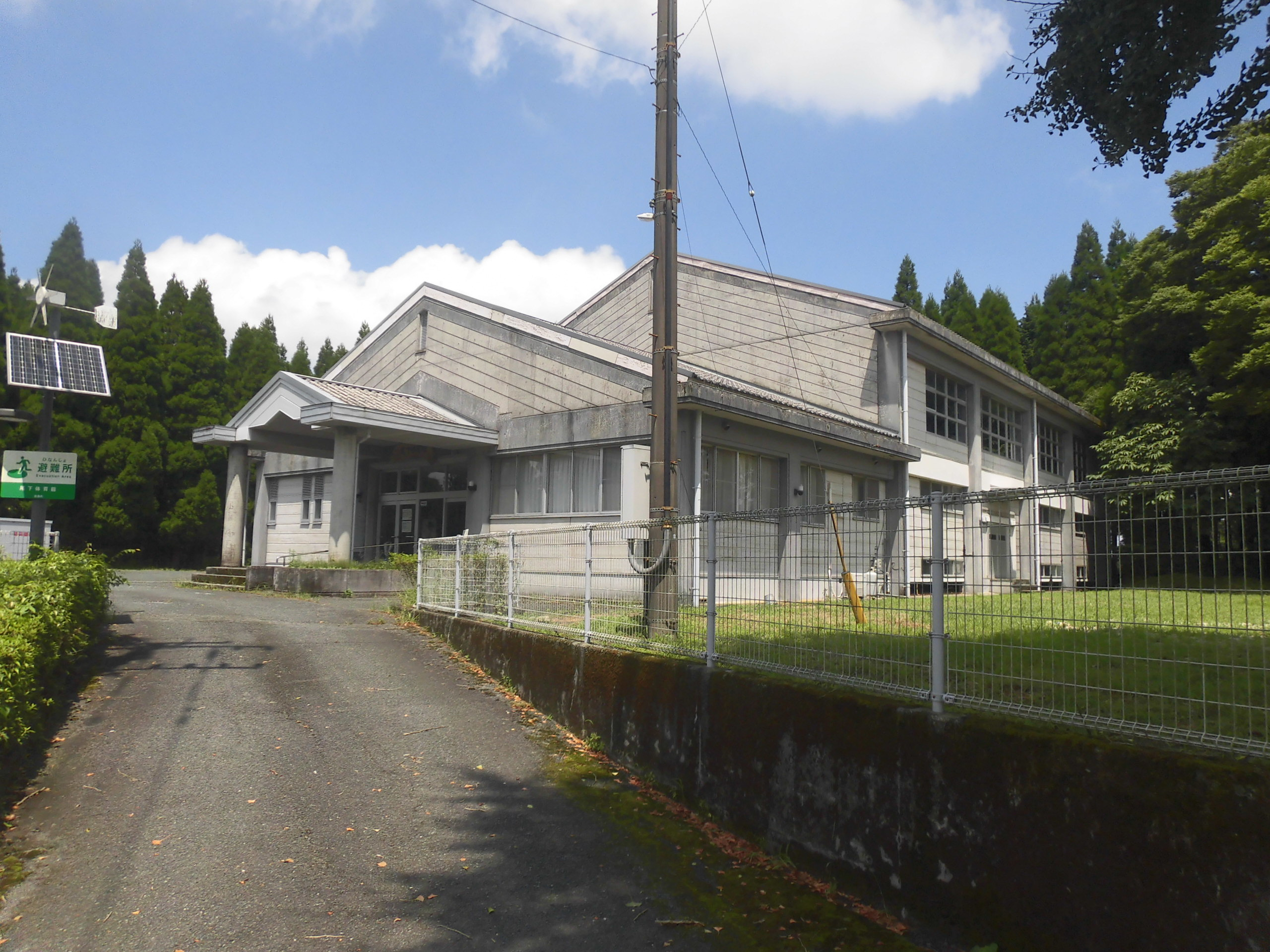
旧・尾下小 体育館

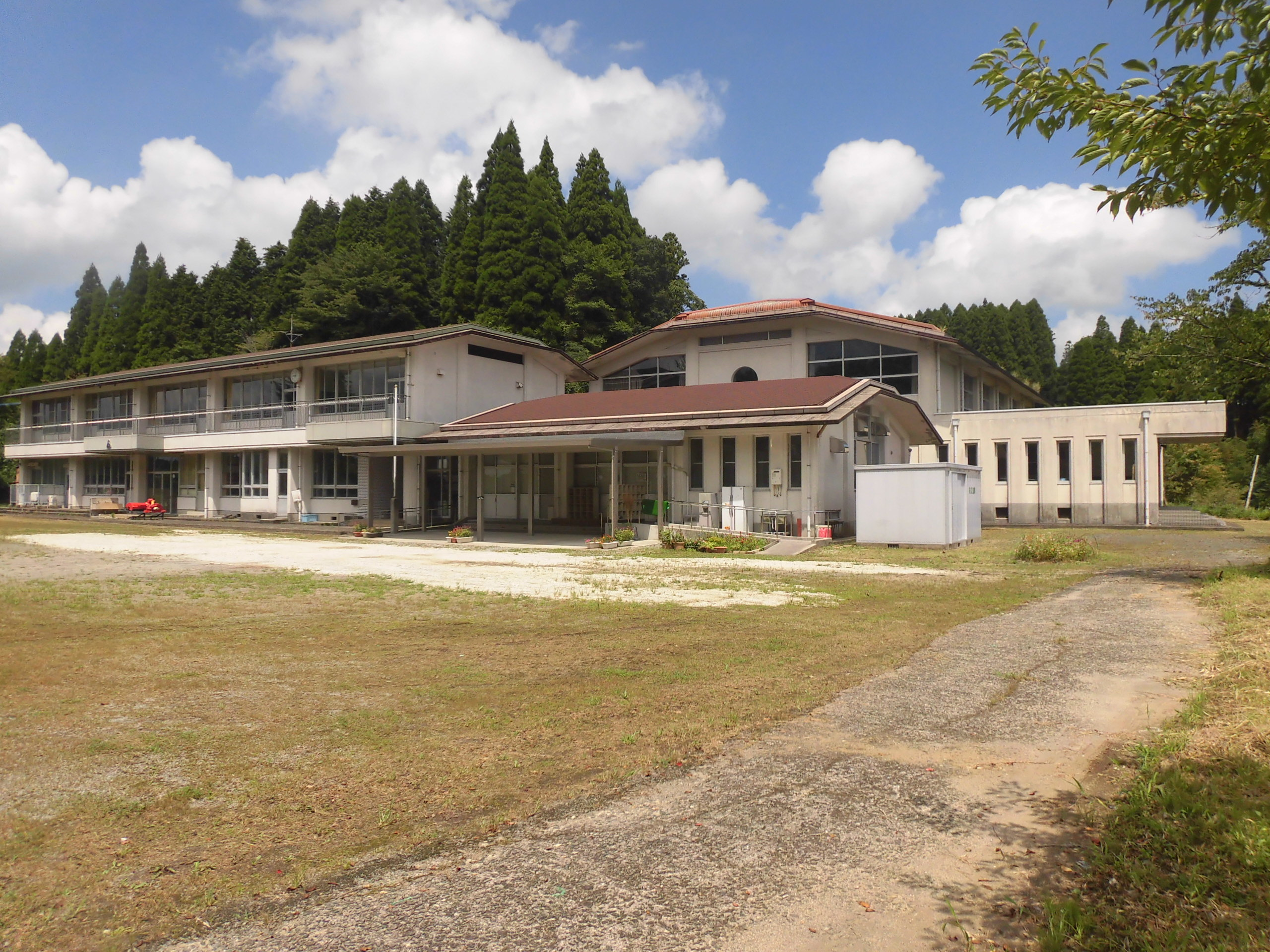
旧・草部北部小学校

- 1874年（明治7年） - 「尾下小学校」が創立。
- 1892年（明治25年）- 「尾下尋常小学校」に改称。
- 1908年（明治41年）4月 - 尋常科5年を新設。
- 1909年（明治42年）4月 - 尋常科6年を新設。
- 1910年（明治43年）- 木造新校舎が完成。
- 1923年（大正12年）4月 - 統合により「野尻尋常高等小学校 尾下分教場」と改称。
- 1941年（昭和16年）4月1日 -「野尻村野尻国民学校 尾下分教場」と改称。
- 1946年（昭和21年）7月 - 野尻国民学校から分離の上、「野尻村尾下国民学校」として独立。
- 1947年（昭和22年）4月1日 - 新制小学校「野尻村立尾下小学校」に改組・改称。
- 1953年（昭和28年）- 木造新校舎が完成。
- 1957年（昭和32年）8月1日 -「高森町立尾下小学校」と改称。
- 1967年（昭和42年）- 運動場を拡張。
- 1969年（昭和44年）- 完全給食を開始。
- 1975年（昭和50年）- プールが完成。
- 1992年（平成4年）3月31日 - 高森町立野尻小学校への統合により閉校。
  - 最終所在地（尾下小学校） - 熊本県阿蘇郡高森町尾下4009番地（北緯32度51分31.4秒 東経131度15分24.8秒 / 北緯32.858722度 東経131.256889度）

旧・河原小学校（かわら）

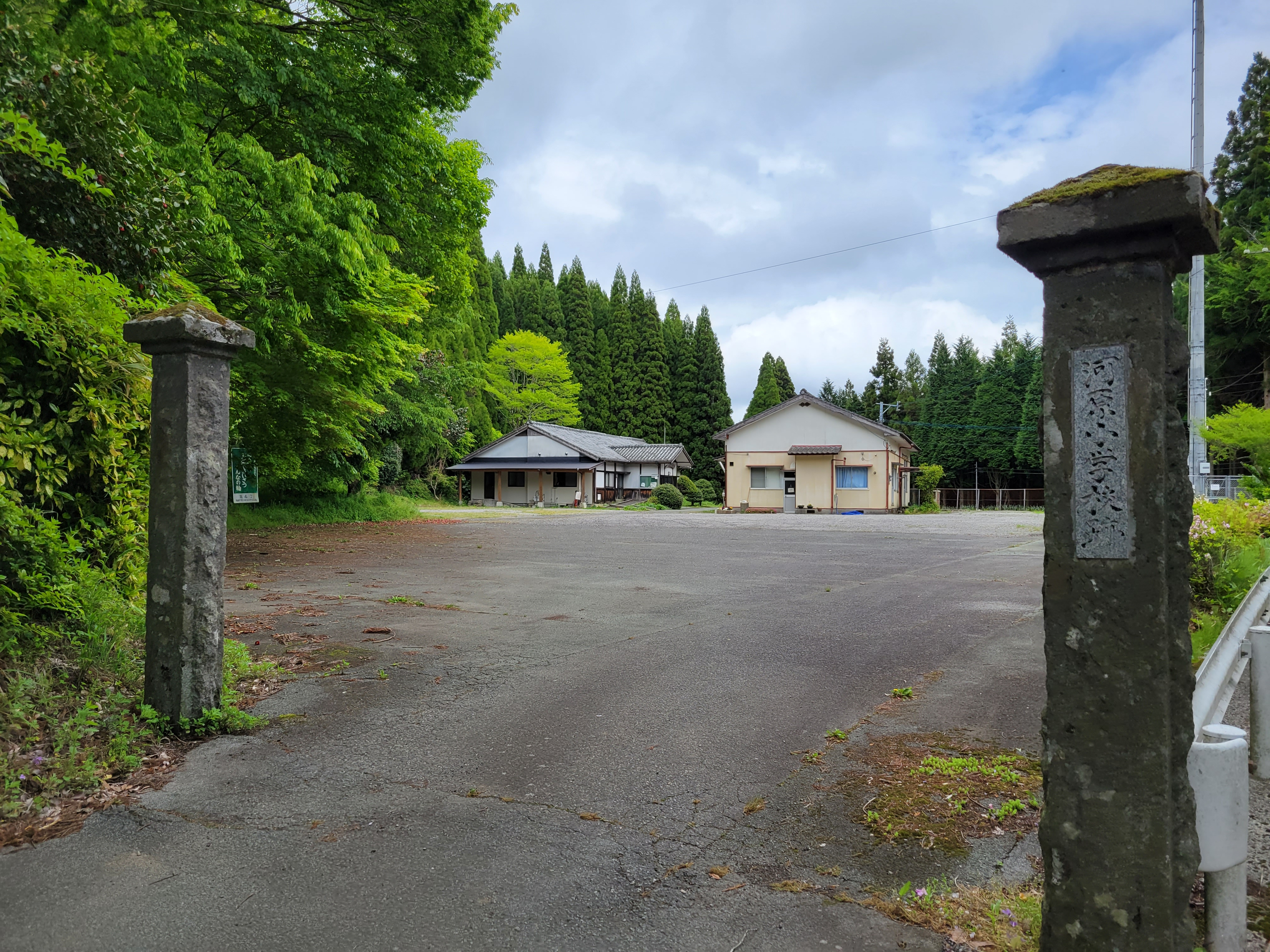
旧・河原小 校地（移転前）

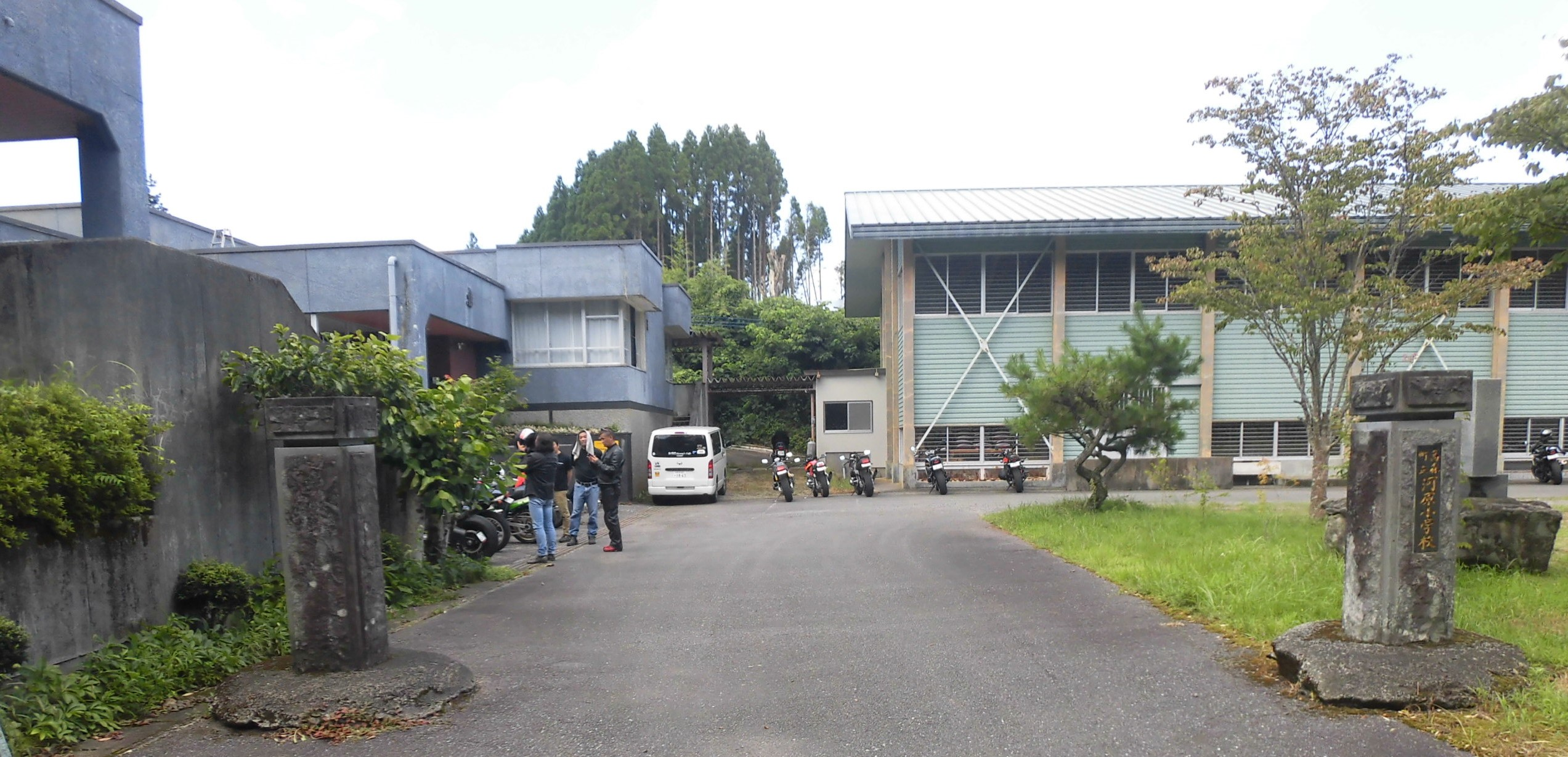
旧・河原小 校舎（移転後）

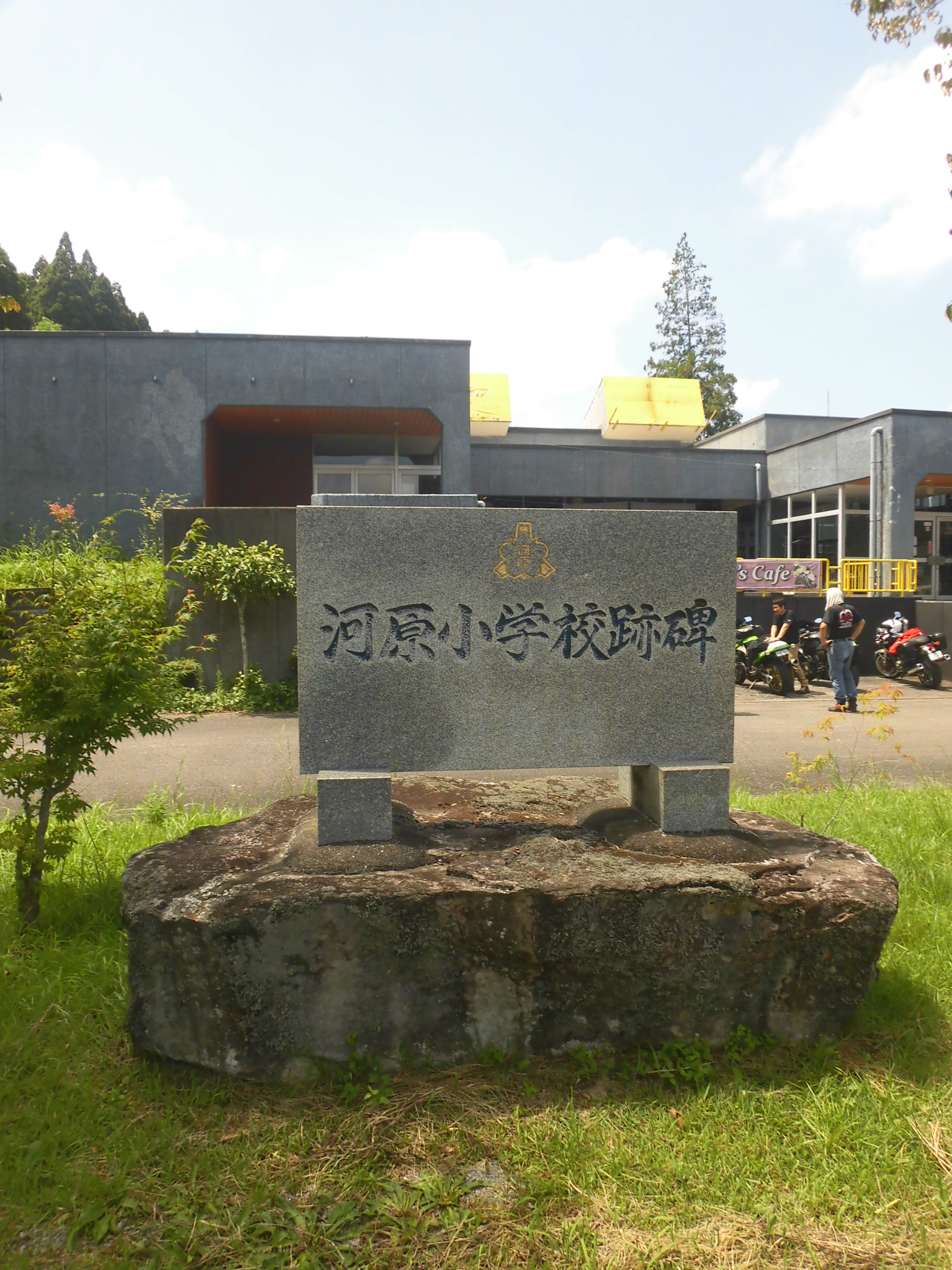
河原小跡の碑（移転後）

- 1873年（明治6年）- 味鳥地区の寺院を教場として創立。
- 1882年（明治15年）- 河原地区に移転し、「公立河原小学校」に改称。黒岩分校を設置。
- 1886年（明治19年）- 小学校令施行により、簡易科（3年制）を設置の上、「簡易河原小学校」に改称。
- 1890年（明治23年）- 尋常科（4年制）を設置の上、「尋常河原小学校」に改称。
- 1892年（明治25年）-「河原尋常小学校」と改称。
- 1905年（明治38年）- 高等科（2年制）を併置の上、「河原尋常高等小学校」（尋常科4年・高等科2年）に改称。
- 1908年（明治41年）4月 - 改正小学校令により、2年制の高等科を新設の尋常科5・6年に改める。そのため校名が「河原尋常小学校」（尋常科6年）になる。
- 1909年（明治42年）- 木造新校舎が完成。
- 1917年（大正6年）- 校門石柱を設置。
- 1922年（大正11年）- 運動場を拡張。
- 1924年（大正13年）- 統合により「野尻尋常高等小学校 河原分教場」となる。
- 1926年（大正15年）- 高等科が併置される。
- 1928年（昭和3年）- 校舎を増築。
- 1938年（昭和13年）- 野尻尋常高等小学校から分離の上、「野尻北部尋常高等小学校」として独立。
- 1941年（昭和16年）4月1日 - 国民学校令施行により、「野尻村野尻北部国民学校」と改称。尋常科を初等科に改める。
- 1947年（昭和22年）4月1日 - 学制改革により、新制小学校「野尻村立野尻北部小学校」と改称。野尻村立野尻中学校 河原分校が併置される。
- 1955年（昭和30年）- 新校舎が完成。運動場を新設。
- 1957年（昭和32年）8月1日 - 高森町への編入により、「高森町立野尻北部小学校」と改称。
- 1960年（昭和35年）4月1日 -「高森町立河原小学校」と改称。中学校分校が「高森町立河原中学校」として独立。
- 1961年（昭和36年）- へき地集会所が完成。
- 1966年（昭和41年）6月 - 完全給食を開始。
- 1972年（昭和47年）- 岩石園が完成。校章を制定。へき地2級地に指定される。
- 1977年（昭和52年）頃 - 鉄筋コンクリート造新校舎が完成し、移転を完了。所在地が「高森町河原3113番地1」となる。
- 1987年（昭和62年）3月31日 - 河原中学校が高森町立高森東中学校への統合のため閉校。
- 1995年（平成7年）3月31日 - 統合のため閉校。122年の歴史に幕を閉じる。
  - 移転前所在地（河原小学校）- 熊本県阿蘇郡高森町河原1138番地（北緯32度53分09.3秒 東経131度14分49.1秒 / 北緯32.885917度 東経131.246972度）
    - 跡地は「河原総合センター」となっている。正門の石柱が残されており、「河原小学校跡」の看板が掲げられている。

  - 最終所在地（河原小学校）- 熊本県阿蘇郡高森町河原3113番地1（北緯32度53分05.0秒 東経131度14分28.3秒 / 北緯32.884722度 東経131.241194度）
    - 跡地にはカフェがオープンしている。

旧・草部北部小学校（くさかべほくぶ）
- 1874年（明治7年） 3月10日 - 「矢津田小学校」が創立。
- 1881年（明治14年）3月 - 中村小学校[2]を合併。
- 1886年（明治19年）4月 - 小学校令施行により、尋常科（4年制）を設置の上、「尋常矢津田小学校」に改称。
- 1889年（明治22年）4月1日 - 町村制施行により、阿蘇郡7村（芹口・草部・菅山・永野原・下切・矢津田・中）が合併し「草ヶ矢村」が発足。
- 1892年（明治25年）-「矢津田尋常小学校」に改称。
- 1894年（明治27年）1月12日 - 村名が草ヶ矢村から「草部村」に改称。
- 1898年（明治31年）12月 - 中村尋常小学校が分離・独立。
- 1900年（明治33年）4月 - 校舎が完成。
- 1905年（明治38年）4月 - 高等科を併置の上、「矢津田尋常高等小学校」と改称。
- 1908年（明治41年）4月 - 改正小学校令により、尋常科（義務教育年限）が4年制から6年制に改められる。これにより高等科2年分を尋常科5・6年に振り替えたため、高等科が廃止となり、「矢津田尋常小学校」（尋常科6年）と改称。
- 1922年（大正11年）3月 - 尋常小学校2校（矢津田・中）の統合により、「草部北部尋常高等小学校」を創立。各校舎を「矢津田分教場」・「中教場」とし、統合校舎完成までの間、分散授業を継続。
- 1928年（昭和3年）7月 - 新校舎が完成。
- 1941年（昭和16年）4月1日 - 国民学校令施行により、「草部村草部北部国民学校」と改称。
- 1947年（昭和22年） - 学制改革が行われる（六・三制の実施）。
  - 4月1日 - 国民学校初等科は、新制小学校「草部村立草部北部小学校」に改組・改称。
  - 4月 - 国民学校高等科は青年学校普通科とともに、新制中学校「草部村立草部中学校草部北部分校」に改組・改称。
- 1952年（昭和26年）6月 - 中学校分校校舎の完成により、併設を解消。
- 1953年（昭和28年）
  - 4月 - 木造新校舎が完成。
  - 6月 - 土砂崩れにより、校舎が倒壊。
- 1954年（昭和29年）5月 - 校舎が完成（復旧）。
- 1955年（昭和30年）4月1日 - 「高森町立草部北部小学校」と改称。
- 1959年（昭和34年）4月 - 中学校分校が「高森町立草部北部中学校」として独立。
- 1961年（昭和36年）1月 - へき地集会所が完成。
- 1965年（昭和40年）5月 - 完全給食を開始。
- 1973年（昭和48年）
  - 4月 - 1・2年生が複式学級となる。
  - 7月 - 校歌を制定。
  - 9月 - プールが完成。
- 1974年（昭和49年）
  - 4月 - 集会所に保育所を併設。
  - 11月3日 - 創立100周年記念式典を挙行。
- 1987年（昭和62年）3月31日 - 草部北部中学校が高森町立高森東中学校への統合のため閉校。
- 1995年（平成7年）3月31日 - 統合のため閉校。121年の歴史に幕を閉じる。
  - 最終所在地（草部北部小学校） - 熊本県阿蘇郡高森町矢津田223番地（北緯32度49分24.8秒 東経131度11分32.8秒 / 北緯32.823556度 東経131.192444度）
  - 跡地は「高森自然学校」として使用されている。

旧・草部南部小学校（くさかべなんぶ）
- 高森町立草部南部小学校#沿革を参照。
  - 最終所在地（草部南部小学校） - 熊本県阿蘇郡高森町矢津田223番地（北緯32度46分58.1秒 東経131度12分59.7秒 / 北緯32.782806度 東経131.216583度）

統合・高森東小学校
- 1995年（平成7年）4月1日 - 高森町立小学校3校（野尻・河原・草部北部）が統合し、「高森町立高森東小学校」が新設される。
- 2005年（平成17年）4月1日 - 高森町立草部南部小学校を統合。
- 2017年（平成29年）
  - 3月31日 - 統合のため閉校。22年の歴史に幕を閉じる。
  - 4月1日 - 高森町立高森東中学校と統合の上、「高森町立高森東学園義務教育学校」となる。
  - 最終所在地（草部南部小学校） - 熊本県阿蘇郡高森町矢津田223番地（北緯32度49分27.3秒 東経131度14分41.7秒 / 北緯32.824250度 東経131.244917度）

## 交通アクセス
最寄りのバス停留所
- 九州産交バス「蔵地」停留所

最寄りの幹線道路
- 熊本県道212号津留柳線

## 周辺
- 高森町立高森東幼稚園